# Kanada na Zimowych Igrzyskach Olimpijskich 1988
Reprezentacja Kanady na Zimowych Igrzyskach Olimpijskich 1988 liczyła 112 zawodników – 82 mężczyzn i 30 kobiet, którzy wystąpili w dziesięciu dyscyplinach sportowych. Reprezentanci tego kraju zdobyli łącznie pięć medali – dwa srebrne i trzy brązowe.
Najmłodszym kanadyjskim zawodnikiem podczas ZIO 1988 była Isabelle Brasseur (17 lat i 201 dni), a najstarszym – Ken Karpoff (32 lat i 44 dni).

## Medaliści
| Medal  | Zawodnicy                  | Dyscyplina            | Konkurencja        |
| ------ | -------------------------- | --------------------- | ------------------ |
| Srebro | Brian Orser                | Łyżwiarstwo figurowe  | Soliści            |
| Srebro | Elizabeth Manley           | Łyżwiarstwo figurowe  | Solistki           |
| Brąz   | Karen Percy                | Narciarstwo alpejskie | Zjazd kobiet       |
| Brąz   | Karen Percy                | Narciarstwo alpejskie | Supergigant kobiet |
| Brąz   | Tracy Wilson Robert McCall | Łyżwiarstwo figurowe  | Pary taneczne      |

## Wyniki reprezentantów Kanady

### Biathlon

#### Mężczyźni
| Zawodnik                                                  | Konkurencja                | Czas      | Ilość pudeł | Pozycja | Źródło |
| --------------------------------------------------------- | -------------------------- | --------- | ----------- | ------- | ------ |
| Glenn Rupertus                                            | Sprint na 10 km            | 27:38.6   | 2 (1+1)     | 34.     | [ 1 ]  |
| Ken Karpoff                                               | Sprint na 10 km            | 28:12.9   | 1 (0+1)     | 46.     | [ 1 ]  |
| Charles Plamondon                                         | Sprint na 10 km            | 28:30.5   | 3 (2+1)     | 55.     | [ 1 ]  |
| Paget Stewart                                             | Sprint na 10 km            | 29:06.9   | 4 (1+3)     | 58.     | [ 1 ]  |
| Ken Karpoff                                               | Bieg indywidualny na 20 km | 1:02:19.7 | 3 (0+3+3+0) | 33.     | [ 2 ]  |
| Glenn Rupertus                                            | Bieg indywidualny na 20 km | 1:03:10.4 | 7 (1+3+2+1) | 34.     | [ 2 ]  |
| Charles Plamondon                                         | Bieg indywidualny na 20 km | 1:04:27.5 | 5 (1+1+1+2) | 46.     | [ 2 ]  |
| Jamie Kallio                                              | Bieg indywidualny na 20 km | 1:10:13.1 | 7 (0+0+2+5) | 59.     | [ 2 ]  |
| Charles Plamondon Glenn Rupertus Ken Karpoff Jamie Kallio | Sztafeta 4x7,5 km          | 1:33:37.0 | 4           | 15.     | [ 3 ]  |

### Biegi narciarskie

#### Mężczyźni
| Zawodnik                                               | Konkurencja             | Czas      | Pozycja | Źródło |
| ------------------------------------------------------ | ----------------------- | --------- | ------- | ------ |
| Pierre Harvey                                          | 15 km stylem klasycznym | 43:22.0   | 17.     | [ 4 ]  |
| Yves Bilodeau                                          | 15 km stylem klasycznym | 45:26.6   | 34.     | [ 4 ]  |
| Al Pilcher                                             | 15 km stylem klasycznym | 46:21.1   | 46.     | [ 4 ]  |
| Dennis Lawrence                                        | 15 km stylem klasycznym | 46:26.3   | 47.     | [ 4 ]  |
| Pierre Harvey                                          | 30 km stylem klasycznym | 1:28:21.7 | 14.     | [ 5 ]  |
| Yves Bilodeau                                          | 30 km stylem klasycznym | 1:32:17.8 | 35.     | [ 5 ]  |
| Al Pilcher                                             | 30 km stylem klasycznym | 1:33:04.7 | 39.     | [ 5 ]  |
| Wayne Dustin                                           | 30 km stylem klasycznym | 1:34:37.8 | 46.     | [ 5 ]  |
| Pierre Harvey                                          | 50 km stylem dowolnym   | 2:10:54.8 | 21.     | [ 6 ]  |
| Dennis Lawrence                                        | 50 km stylem dowolnym   | 2:17:55.7 | 43.     | [ 6 ]  |
| Alain Masson                                           | 50 km stylem dowolnym   | 2:19:21.7 | 46.     | [ 6 ]  |
| Wayne Dustin                                           | 50 km stylem dowolnym   | 2:21:31.8 | 49.     | [ 6 ]  |
| Yves Bilodeau Al Pilcher Pierre Harvey Dennis Lawrence | Sztafeta 4x10 km        | 1:48:59.7 | 9.      | [ 7 ]  |

#### Kobiety
| Zawodnik                                                                | Konkurencja             | Czas      | Pozycja | Źródło |
| ----------------------------------------------------------------------- | ----------------------- | --------- | ------- | ------ |
| Lorna Sasseville                                                        | 5 km stylem klasycznym  | 16:23.3   | 26.     | [ 8 ]  |
| Angela Schmidt-Foster                                                   | 5 km stylem klasycznym  | 16:32.5   | 32.     | [ 8 ]  |
| Carol Gibson                                                            | 5 km stylem klasycznym  | 16:35.2   | 33.     | [ 8 ]  |
| Jean McAllister                                                         | 5 km stylem klasycznym  | 17:32.4   | 46.     | [ 8 ]  |
| Lorna Sasseville                                                        | 10 km stylem klasycznym | 32:49.7   | 30.     | [ 9 ]  |
| Carol Gibson                                                            | 10 km stylem klasycznym | 33:03.9   | 33.     | [ 9 ]  |
| Marie-Andrée Masson                                                     | 10 km stylem klasycznym | 33:35.6   | 37.     | [ 9 ]  |
| Angela Schmidt-Foster                                                   | 10 km stylem klasycznym | 33:45.9   | 38.     | [ 9 ]  |
| Carol Gibson                                                            | 20 km stylem dowolnym   | 1:01:12.0 | 26.     | [ 10 ] |
| Marie-Andrée Masson                                                     | 20 km stylem dowolnym   | 1:01:12.6 | 27.     | [ 10 ] |
| Jean McAllister                                                         | 20 km stylem dowolnym   | 1:02:02.8 | 31.     | [ 10 ] |
| Angela Schmidt-Foster                                                   | 20 km stylem dowolnym   | 1:04:21.9 | 44.     | [ 10 ] |
| Angela Schmidt-Foster Carol Gibson Lorna Sasseville Marie-Andrée Masson | Sztafeta 4x5 km         | 1:04:22.6 | 9.      | [ 11 ] |

### Bobsleje

#### Mężczyźni
| Zawodnik                                            | Konkurencja | Czas ślizgu | Czas ślizgu | Czas ślizgu | Czas ślizgu | Suma czasów | Pozycja | Źródło |
| Zawodnik                                            | Konkurencja | 1           | 2           | 3           | 4           | Suma czasów | Pozycja | Źródło |
| --------------------------------------------------- | ----------- | ----------- | ----------- | ----------- | ----------- | ----------- | ------- | ------ |
| Greg Haydenluck Lloyd Guss                          | Dwójki      | 57.36       | 59.90       | 1:00.11     | 59.60       | 3:56.97     | 10.     | [ 12 ] |
| David Leuty Kevin Tyler                             | Dwójki      | 58.56       | 59.08       | 1:00.55     | 1:00.00     | 3:58.19     | 13.     | [ 12 ] |
| Greg Haydenluck Cal Langford Kevin Tyler Lloyd Guss | Czwórki     | 57.18       | 57.82       | 56.67       | 58.32       | 3:50.37     | 13.     | [ 13 ] |
| Chris Lori Ken LeBlanc Andrew Swim Howard Dell      | Czwórki     | 56.66       | 58.05       | 57.34       | 58.32       | 3:50.37     | 15.     | [ 13 ] |

### Hokej na lodzie
| Drużyna                                 | Faza grupowa             | Faza grupowa                 | Faza grupowa                | Faza grupowa              | Faza grupowa              | Faza grupowa         | Faza grupowa | Faza finałowa          | Faza finałowa         | Faza finałowa                    | Faza finałowa        | Faza finałowa | Pozycja | Źródło |
| Drużyna                                 | Przeciwnik Wynik         | Przeciwnik Wynik             | Przeciwnik Wynik            | Przeciwnik Wynik          | Przeciwnik Wynik          | Punkty Bilans Bramki | Pozycja      | Przeciwnik Wynik       | Przeciwnik Wynik      | Przeciwnik Wynik                 | Punkty Bilans Bramki | Pozycja       | Pozycja | Źródło |
| --------------------------------------- | ------------------------ | ---------------------------- | --------------------------- | ------------------------- | ------------------------- | -------------------- | ------------ | ---------------------- | --------------------- | -------------------------------- | -------------------- | ------------- | ------- | ------ |
| Reprezentacja Kanady w hokeju na lodzie | Polska 1-0 (1-0,0-0,0-0) | Szwajcaria 4-2 (0-0,1-1,3-1) | Finlandia 1-3 (0-3,1-0,0-0) | Francja 9-5 (7-3,0-1,2-1) | Szwecja 2-2 (1-1,1-0,0-1) | 7 pkt 3-1-1 17:12    | 3. Q         | ZSRR 0-5 (0-0,0-2,0-3) | RFN 8-1 (1-0,4-1,3-0) | Czechosłowacja 6-3 (3-1,1-2,2-0) | 5 pkt 2-1-2 17:14    | 4.            | 4.      | [ 14 ] |

#### Kadra
| Zawodnik          | Pozycja | Data urodzenia | Klub w sezonie 1987/88 |
| ----------------- | ------- | -------------- | ---------------------- |
| Ken Berry         | LW      | 21.06.1960     | Vancouver Canucks      |
| Serge Boisvert    | RW      | 01.06.1959     | Montreal Canadiens     |
| Brian Bradley     | C       | 21.01.1965     | Vancouver Canucks      |
| Sean Burke        | G       | 29.01.1967     | New Jersey Devils      |
| Chris Felix       | D       | 27.05.1964     | Fort Wayne Komets      |
| Randy Gregg       | D       | 19.02.1956     | Edmonton Oilers        |
| Marc Habscheid    | RW/C    | 01.03.1963     | Minnesota North Stars  |
| Robert Joyce      | LW      | 11.07.1966     | Boston Bruins          |
| Vaughn Karpan     | LW      | 20.06.1961     | brak                   |
| Merlin Malinowski | C       | 27.09.1958     | SCL Tigers             |
| Andy Moog         | G       | 18.02.1960     | Boston Bruins          |
| Jim Peplinski     | LW      | 24.10.1960     | Calgary Flames         |
| Serge Roy         | D       | 25.06.1962     | Adirondack Red Wings   |
| Wally Schreiber   | RW      | 15.04.1962     | Minnesota North Stars  |
| Gord Sherven      | C       | 21.08.1963     | Hartford Whalers       |
| Tony Stiles       | D       | 12.08.1959     | brak                   |
| Steve Tambellini  | C       | 14.05.1958     | Vancouver Canucks      |
| Claude Vilgrain   | RW      | 01.03.1963     | Vancouver Canucks      |
| Tim Watters       | D       | 25.07.1959     | Winnipeg Jets          |
| Ken Yaremchuk     | C       | 01.01.1964     | Toronto Maple Leafs    |
| Trent Yawney      | D       | 29.09.1965     | Chicago Blackhawks     |
| Zarley Zalapski   | D       | 22.04.1968     | Pittsburgh Penguins    |

### Kombinacja norweska

#### Mężczyźni
| Zawodnik    | Konkurencja | Skoki na normalnej skoczni | Skoki na normalnej skoczni | Skoki na normalnej skoczni | Skoki na normalnej skoczni | Skoki na normalnej skoczni | Skoki na normalnej skoczni | Skoki na normalnej skoczni | Skoki na normalnej skoczni | Bieg pościgowy na 15 km | Bieg pościgowy na 15 km | Bieg pościgowy na 15 km | Pozycja końcowa | Źródło |
| Zawodnik    | Konkurencja | Skok 1                     | Skok 1                     | Skok 2                     | Skok 2                     | Skok 3                     | Skok 3                     | Suma punktów               | Pozycja                    | Strata na początku      | Czas netto              | Pozycja                 | Pozycja końcowa | Źródło |
| Zawodnik    | Konkurencja | Wynik                      | Punkty                     | Wynik                      | Punkty                     | Wynik                      | Punkty                     | Suma punktów               | Pozycja                    | Strata na początku      | Czas netto              | Pozycja                 | Pozycja końcowa | Źródło |
| ----------- | ----------- | -------------------------- | -------------------------- | -------------------------- | -------------------------- | -------------------------- | -------------------------- | -------------------------- | -------------------------- | ----------------------- | ----------------------- | ----------------------- | --------------- | ------ |
| Jon Servold | Gundersen   | 77 m                       | 84,6 pkt                   | 79,5 m                     | 96,7 pkt                   | 77 m                       | 90,4 pkt                   | 187,1 pkt                  | 33.                        | +4:36.0                 | 41:56.1                 | 38.                     | 38.             | [ 15 ] |

### Łyżwiarstwo figurowe

#### Soliści
| Zawodnik      | Taniec obowiązkowy                 | Taniec obowiązkowy | Taniec obowiązkowy | Program krótki                     | Program krótki | Program krótki | Program dowolny                    | Program dowolny | Program dowolny | Suma punktów | Pozycja | Źródło |
| Zawodnik      | Oceny sędziów                      | Pozycja            | Punkty             | Oceny sędziów                      | Pozycja        | Punkty         | Oceny sędziów                      | Pozycja         | Punkty          | Suma punktów | Pozycja | Źródło |
| ------------- | ---------------------------------- | ------------------ | ------------------ | ---------------------------------- | -------------- | -------------- | ---------------------------------- | --------------- | --------------- | ------------ | ------- | ------ |
| Brian Orser   | 5 sędziów – 3. lub wyższa pozycja  | 3.                 | 1,8 pkt            | 7 sędziów – 1. pozycja             | 1.             | 0,4 pkt        | 9 sędziów – 2. lub wyższa pozycja  | 2.              | 2 pkt           | 4,2 pkt      | srebro  | [ 16 ] |
| Kurt Browning | 8 sędziów – 11. lub wyższa pozycja | 11.                | 6,6 pkt            | 5 sędziów – 6. lub wyższa pozycja  | 7.             | 2,8 pkt        | 6 sędziów – 7. lub wyższa pozycja  | 6.              | 6 pkt           | 15,4 pkt     | 8.      | [ 16 ] |
| Neil Paterson | 5 sędziów – 17. lub wyższa pozycja | 17.                | 10,2 pkt           | 6 sędziów – 13. lub wyższa pozycja | 13.            | 5,2 pkt        | 6 sędziów – 16. lub wyższa pozycja | 16.             | 16 pkt          | 31,4 pkt     | 16.     | [ 16 ] |

#### Solistki
| Zawodnik         | Taniec obowiązkowy                 | Taniec obowiązkowy | Taniec obowiązkowy | Program krótki                     | Program krótki | Program krótki | Program dowolny                    | Program dowolny | Program dowolny | Suma punktów | Pozycja | Źródło |
| Zawodnik         | Oceny sędziów                      | Pozycja            | Punkty             | Oceny sędziów                      | Pozycja        | Punkty         | Oceny sędziów                      | Pozycja         | Punkty          | Suma punktów | Pozycja | Źródło |
| ---------------- | ---------------------------------- | ------------------ | ------------------ | ---------------------------------- | -------------- | -------------- | ---------------------------------- | --------------- | --------------- | ------------ | ------- | ------ |
| Elizabeth Manley | 6 sędziów – 5. lub wyższa pozycja  | 4.                 | 2,4 pkt            | 7 sędziów – 3. lub wyższa pozycja  | 3.             | 1,2 pkt        | 7 sędziów – 1. pozycja             | 1.              | 1 pkt           | 4,6 pkt      | srebro  | [ 17 ] |
| Charlene Wong    | 5 sędziów – 18. lub wyższa pozycja | 18.                | 10,8 pkt           | 5 sędziów – 15. lub wyższa pozycja | 14.            | 5,6 pkt        | 6 sędziów – 12. lub wyższa pozycja | 13.             | 13 pkt          | 29,4 pkt     | 13.     | [ 17 ] |

#### Pary sportowe
| Zawodnik                       | Program krótki                    | Program krótki | Program krótki | Program dowolny                   | Program dowolny | Program dowolny | Suma punktów | Pozycja | Źródło |
| Zawodnik                       | Oceny sędziów                     | Pozycja        | Punkty         | Oceny sędziów                     | Pozycja         | Punkty          | Suma punktów | Pozycja | Źródło |
| ------------------------------ | --------------------------------- | -------------- | -------------- | --------------------------------- | --------------- | --------------- | ------------ | ------- | ------ |
| Denise Benning Lyndon Johnston | 6 sędziów – 5. lub wyższa pozycja | 5.             | 2 pkt          | 8 sędziów – 7. lub wyższa pozycja | 7.              | 7 pkt           | 9 pkt        | 6.      | [ 18 ] |
| Christine Hough Doug Ladret    | 6 sędziów – 8. lub wyższa pozycja | 8.             | 3,2 pkt        | 5 sędziów – 8. lub wyższa pozycja | 8.              | 8 pkt           | 11,2 pkt     | 8.      | [ 18 ] |
| Isabelle Brasseur Lloyd Eisler | 6 sędziów – 6. lub wyższa pozycja | 7.             | 2,8 pkt        | 9 sędziów – 9. lub wyższa pozycja | 9.              | 9 pkt           | 11,8 pkt     | 9.      | [ 18 ] |

#### Pary taneczne
| Zawodnik                         | Taniec obowiązkowy                 | Taniec obowiązkowy | Taniec obowiązkowy | Taniec oryginalny                  | Taniec oryginalny | Taniec oryginalny | Program dowolny                    | Program dowolny | Program dowolny | Suma punktów | Pozycja | Źródło |
| Zawodnik                         | Oceny sędziów                      | Pozycja            | Punkty             | Oceny sędziów                      | Pozycja           | Punkty            | Oceny sędziów                      | Pozycja         | Punkty          | Suma punktów | Pozycja | Źródło |
| -------------------------------- | ---------------------------------- | ------------------ | ------------------ | ---------------------------------- | ----------------- | ----------------- | ---------------------------------- | --------------- | --------------- | ------------ | ------- | ------ |
| Tracy Wilson Rob McCall          | 8 sędziów – 3. lub wyższa pozycja  | 3.                 | 1,8 pkt            | 9 sędziów – 3. lub wyższa pozycja  | 3.                | 1,2 pkt           | 9 sędziów – 3. lub wyższa pozycja  | 3.              | 3 pkt           | 6 pkt        | brąz    | [ 19 ] |
| Karyn Garossino Rodney Garossino | 8 sędziów – 12. lub wyższa pozycja | 12.                | 7,2 pkt            | 6 sędziów – 12. lub wyższa pozycja | 12.               | 4,8 pkt           | 7 sędziów – 12. lub wyższa pozycja | 12.             | 12 pkt          | 24 pkt       | 12.     | [ 19 ] |
| Melanie Cole Michael Farrington  | 7 sędziów – 16. lub wyższa pozycja | 16.                | 9,6 pkt            | 8 sędziów – 16. lub wyższa pozycja | 16.               | 6,4 pkt           | 7 sędziów – 16. lub wyższa pozycja | 16.             | 16 pkt          | 32 pkt       | 16.     | [ 19 ] |

### Łyżwiarstwo szybkie

#### Mężczyźni
| Zawodnik        | Konkurencja | Czas     | Pozycja | Źródło |
| --------------- | ----------- | -------- | ------- | ------ |
| Guy Thibault    | 500 m       | 36.96    | 7.      | [ 20 ] |
| Gaétan Boucher  | 500 m       | 37.47    | 14.     | [ 20 ] |
| Daniel Turcotte | 500 m       | 37.60    | 17.     | [ 20 ] |
| Robert Tremblay | 500 m       | 38.34    | 29      | [ 20 ] |
| Gaétan Boucher  | 1000 m      | 1:13.77  | 5.      | [ 21 ] |
| Guy Thibault    | 1000 m      | 1:14.16  | 7.      | [ 21 ] |
| Jean Pichette   | 1000 m      | 1:14.72  | 19.     | [ 21 ] |
| Marcel Tremblay | 1000 m      | 1:15.13  | 22.     | [ 21 ] |
| Gaétan Boucher  | 1500 m      | 1:54.18  | 9.      | [ 22 ] |
| Jean Pichette   | 1500 m      | 1:54.63  | 10.     | [ 22 ] |
| Ben Lamarche    | 1500 m      | 1:55.59  | 18.     | [ 22 ] |
| Gregor Jelonek  | 1500 m      | 1:56.37  | 23.     | [ 22 ] |
| Ben Lamarche    | 5000 m      | 6:57.63  | 21.     | [ 23 ] |
| Jean Pichette   | 5000 m      | 7:04.95  | 31.     | [ 23 ] |
| Gordon Goplen   | 5000 m      | 7:08.49  | 34.     | [ 23 ] |
| Ben Lamarche    | 10000 m     | 14:21.39 | 10.     | [ 24 ] |
| Gordon Goplen   | 10000 m     | 14:31.18 | 20.     | [ 24 ] |

#### Kobiety
| Zawodnik              | Konkurencja | Czas    | Pozycja | Źródło |
| --------------------- | ----------- | ------- | ------- | ------ |
| Shelley Rhead-Skarvan | 500 m       | 40.36   | 6.      | [ 25 ] |
| Natalie Grenier       | 500 m       | 40.73   | 11.     | [ 25 ] |
| Ariane Loignon        | 500 m       | 41.57   | 23.     | [ 25 ] |
| Natalie Grenier       | 1000 m      | 1:21.15 | 9.      | [ 26 ] |
| Shelley Rhead-Skarvan | 1000 m      | 1:21.84 | 14.     | [ 26 ] |
| Ariane Loignon        | 1000 m      | 1:22.75 | 19.     | [ 26 ] |
| Marie-Pierre Lamarche | 1000 m      | 1:25.18 | 25.     | [ 26 ] |
| Natalie Grenier       | 1500 m      | 2:06.80 | 11.     | [ 27 ] |
| Ariane Loignon        | 1500 m      | 2:07.63 | 14.     | [ 27 ] |
| Chantal Côté          | 1500 m      | 2:09.62 | 21.     | [ 27 ] |
| Caroline Maheux       | 1500 m      | 2:10.83 | 23.     | [ 27 ] |
| Ariane Loignon        | 3000 m      | 4:28.55 | 15.     | [ 28 ] |
| Chantal Côté          | 3000 m      | 4:35.74 | 26.     | [ 28 ] |
| Natalie Grenier       | 5000 m      | 7:46.96 | 18.     | [ 29 ] |
| Ariane Loignon        | 5000 m      | 7:49.55 | 20.     | [ 29 ] |
| Kathy Gordon          | 5000 m      | 7:53.30 | 23.     | [ 29 ] |

### Narciarstwo alpejskie

#### Mężczyźni
| Zawodnik       | Konkurencja   | 1. przejazd | 1. przejazd | 2. przejazd | 2. przejazd | Czas końcowy     | Pozycja          | Źródło |
| Zawodnik       | Konkurencja   | Czas        | Pozycja     | Czas        | Pozycja     | Czas końcowy     | Pozycja          | Źródło |
| -------------- | ------------- | ----------- | ----------- | ----------- | ----------- | ---------------- | ---------------- | ------ |
| Mike Carney    | Zjazd         | 2:03.25     | 14.         | Nie dotyczy | Nie dotyczy | 2:03.25          | 14.              | [ 30 ] |
| Rob Boyd       | Zjazd         | 2:03.27     | 16.         | Nie dotyczy | Nie dotyczy | 2:03.27          | 16.              | [ 30 ] |
| Felix Belczyk  | Zjazd         | 2:03.59     | 18.         | Nie dotyczy | Nie dotyczy | 2:03.59          | 18.              | [ 30 ] |
| Brian Stemmle  | Zjazd         | DSQ         | DSQ         | Nie dotyczy | Nie dotyczy | Nieklasyfikowany | Nieklasyfikowany | [ 30 ] |
| Jim Read       | Supergigant   | 1:43.01     | 13.         | Nie dotyczy | Nie dotyczy | 1:43.01          | 13.              | [ 31 ] |
| Felix Belczyk  | Supergigant   | 1:44.31     | 19.         | Nie dotyczy | Nie dotyczy | 1:44.31          | 19.              | [ 31 ] |
| Rob Boyd       | Supergigant   | 1:45.04     | 22.         | Nie dotyczy | Nie dotyczy | 1:45.04          | 22               | [ 31 ] |
| Alain Villiard | Supergigant   | DNF         | DNF         | Nie dotyczy | Nie dotyczy | Nieklasyfikowany | Nieklasyfikowany | [ 31 ] |
| Jim Read       | Slalom gigant | DSQ         | DSQ         | NQ          | NQ          | Nieklasyfikowany | Nieklasyfikowany | [ 32 ] |
| Alain Villiard | Slalom gigant | DSQ         | DSQ         | NQ          | NQ          | Nieklasyfikowany | Nieklasyfikowany | [ 32 ] |
| Peter Bosinger | Slalom gigant | DSQ         | DSQ         | NQ          | NQ          | Nieklasyfikowany | Nieklasyfikowany | [ 32 ] |
| Greg Grossmann | Slalom gigant | DSQ         | DSQ         | NQ          | NQ          | Nieklasyfikowany | Nieklasyfikowany | [ 32 ] |
| Alain Villiard | Slalom        | 54.33       | 22.         | 49.44       | 14.         | 1:43.77          | 14.              | [ 33 ] |
| Jim Read       | Slalom        | NN          | 25.         | DNF         | DNF         | Nieklasyfikowany | Nieklasyfikowany | [ 33 ] |
| Michael Tommy  | Slalom        | DNF         | DNF         | NQ          | NQ          | Nieklasyfikowany | Nieklasyfikowany | [ 33 ] |
| Greg Grossmann | Slalom        | DNF         | DNF         | NQ          | NQ          | Nieklasyfikowany | Nieklasyfikowany | [ 33 ] |

| Zawodnik       | Konkurencja | Zjazd   | Zjazd   | Zjazd     | Slalom         | Slalom         | Slalom         | Slalom    | Suma punktów     | Pozycja          | Źródło |
| Zawodnik       | Konkurencja | Czas    | Pozycja | Punkty    | Czas przejazdu | Czas przejazdu | Czas całkowity | Punkty    | Suma punktów     | Pozycja          | Źródło |
| Zawodnik       | Konkurencja | Czas    | Pozycja | Punkty    | 1              | 2              | Czas całkowity | Punkty    | Suma punktów     | Pozycja          | Źródło |
| -------------- | ----------- | ------- | ------- | --------- | -------------- | -------------- | -------------- | --------- | ---------------- | ---------------- | ------ |
| Donald Stevens | Kombinacja  | 1:50.97 | 22.     | 44,93 pkt | 48.82          | 47.63          | 1:36.45        | 90,88 pkt | 135,81 pkt       | 19.              | [ 34 ] |
| Felix Belczyk  | Kombinacja  | 1:48.24 | 3.      | 14,79 pkt | DSQ            | DNF            | DNF            | DNF       | Nieklasyfikowany | Nieklasyfikowany | [ 34 ] |
| Mike Carney    | Kombinacja  | DNF     | DNF     | DNF       | NQ             | NQ             | NQ             | NQ        | Nieklasyfikowany | Nieklasyfikowany | [ 34 ] |
| Rob Boyd       | Kombinacja  | DNF     | DNF     | DNF       | NQ             | NQ             | NQ             | NQ        | Nieklasyfikowany | Nieklasyfikowany | [ 34 ] |

#### Kobiety
| Zawodniczka        | Konkurencja   | 1. przejazd | 1. przejazd | 2. przejazd | 2. przejazd | Czas końcowy     | Pozycja          | Źródło |
| Zawodniczka        | Konkurencja   | Czas        | Pozycja     | Czas        | Pozycja     | Czas końcowy     | Pozycja          | Źródło |
| ------------------ | ------------- | ----------- | ----------- | ----------- | ----------- | ---------------- | ---------------- | ------ |
| Karen Percy        | Zjazd         | 1:26.62     | 3.          | Nie dotyczy | Nie dotyczy | 1:26.62          | brąz             | [ 35 ] |
| Laurie Graham      | Zjazd         | 1:26.99     | 5.          | Nie dotyczy | Nie dotyczy | 1:26.99          | 5.               | [ 35 ] |
| Kerrin Lee-Gartner | Zjazd         | 1:28.07     | 15.         | Nie dotyczy | Nie dotyczy | 1:28.07          | 15.              | [ 35 ] |
| Kellie Casey       | Zjazd         | DNF         | DNF         | Nie dotyczy | Nie dotyczy | Nieklasyfikowany | Nieklasyfikowany | [ 35 ] |
| Karen Percy        | Supergigant   | 1:20.29     | 3.          | Nie dotyczy | Nie dotyczy | 1:20.29          | brąz             | [ 36 ] |
| Laurie Graham      | Supergigant   | 1:21.11     | 13.         | Nie dotyczy | Nie dotyczy | 1:21.11          | 13.              | [ 36 ] |
| Lucie Laroche      | Supergigant   | 1:21.95     | 19.         | Nie dotyczy | Nie dotyczy | 1:21.95          | 19.              | [ 36 ] |
| Kerrin Lee-Gartner | Supergigant   | 1:22.11     | 23.         | Nie dotyczy | Nie dotyczy | 1:22.11          | 23.              | [ 36 ] |
| Josée Lacasse      | Slalom gigant | 1:01.12     | 13.         | 1:08.66     | 11.         | 2:09.78          | 11.              | [ 37 ] |
| Kerrin Lee-Gartner | Slalom gigant | 1:02.71     | 24.         | 1:10.61     | 18.         | 2:13.32          | 17.              | [ 37 ] |
| Karen Percy        | Slalom gigant | DNF         | DNF         | NQ          | NQ          | Nieklasyfikowany | Nieklasyfikowany | [ 37 ] |
| Michelle McKendry  | Slalom gigant | DNF         | DNF         | NQ          | NQ          | Nieklasyfikowany | Nieklasyfikowany | [ 37 ] |
| Josée Lacasse      | Slalom        | 51.63       | 20.         | 51.51       | 16.         | 1:43.14          | 16.              | [ 38 ] |
| Michelle McKendry  | Slalom        | 53.16       | 27.         | 52.63       | 18.         | 1:45.79          | 18.              | [ 38 ] |
| Karen Percy        | Slalom        | DNF         | DNF         | NQ          | NQ          | Nieklasyfikowany | Nieklasyfikowany | [ 38 ] |
| Kerrin Lee-Gartner | Slalom        | DSQ         | DSQ         | NQ          | NQ          | Nieklasyfikowany | Nieklasyfikowany | [ 38 ] |

| Zawodniczka        | Konkurencja | Zjazd   | Zjazd     | Slalom         | Slalom         | Slalom         | Slalom    | Suma punktów | Pozycja | Źródło |
| Zawodniczka        | Konkurencja | Czas    | Punkty    | Czas przejazdu | Czas przejazdu | Czas całkowity | Punkty    | Suma punktów | Pozycja | Źródło |
| Zawodniczka        | Konkurencja | Czas    | Punkty    | 1              | 2              | Czas całkowity | Punkty    | Suma punktów | Pozycja | Źródło |
| ------------------ | ----------- | ------- | --------- | -------------- | -------------- | -------------- | --------- | ------------ | ------- | ------ |
| Karen Percy        | Kombinacja  | 1:18.22 | 27,16 pkt | 40.62          | 43.38          | 1:24.00        | 27,31 pkt | 54,47 pkt    | 4.      | [ 39 ] |
| Michelle McKendry  | Kombinacja  | 1:17.58 | 17,28 pkt | 42.24          | 44.20          | 1:26.44        | 47,57 pkt | 64,85 pkt    | 7.      | [ 39 ] |
| Kerrin Lee-Gartner | Kombinacja  | 1:18.15 | 26,08 pkt | 42.23          | 43.20          | 1:25.43        | 39,18 pkt | 65,26 pkt    | 8.      | [ 39 ] |
| Nancy Gee          | Kombinacja  | 1:20.21 | 57,87 pkt | 42.41          | 43.84          | 1:26.25        | 45,99 pkt | 103,86 pkt   | 13.     | [ 39 ] |

### Saneczkarstwo

#### Mężczyźni
| Zawodnik                | Konkurencja | Czas ślizgu | Czas ślizgu | Czas ślizgu | Czas ślizgu | Suma czasów | Pozycja | Źródło |
| Zawodnik                | Konkurencja | 1           | 2           | 3           | 4           | Suma czasów | Pozycja | Źródło |
| ----------------------- | ----------- | ----------- | ----------- | ----------- | ----------- | ----------- | ------- | ------ |
| Harington Telford       | Jedynki     | 47.152      | 47.564      | 47.119      | 47.463      | 3:09.298    | 19.     | [ 40 ] |
| Chris Wightman          | Jedynki     | 47.855      | 47.856      | 47.773      | 48.182      | 3:11.666    | 24.     | [ 40 ] |
| Nil Labrecque           | Jedynki     | 47.461      | 47.866      | 49.307      | 48.093      | 3:12.727    | 27.     | [ 40 ] |
| Bob Gasper André Benoit | Dwójki      | 46.240      | 47.066      | Nie dotyczy | Nie dotyczy | 1:33.306    | 10.     | [ 41 ] |
| Sam Salmon Dan Doll     | Dwójki      | 48.300      | 49.058      | Nie dotyczy | Nie dotyczy | 1:37.358    | 17.     | [ 41 ] |

#### Kobiety
| Zawodnik           | Konkurencja | Czas ślizgu | Czas ślizgu | Czas ślizgu | Czas ślizgu | Suma czasów | Pozycja | Źródło |
| Zawodnik           | Konkurencja | 1           | 2           | 3           | 4           | Suma czasów | Pozycja | Źródło |
| ------------------ | ----------- | ----------- | ----------- | ----------- | ----------- | ----------- | ------- | ------ |
| Marie-Claude Doyon | Jedynki     | 46.372      | 47.569      | 46.796      | 46.447      | 3:06.211    | 7.      | [ 42 ] |
| Kathy Salmon       | Jedynki     | 47.569      | 48.112      | 48.356      | 47.670      | 3:11.707    | 19.     | [ 42 ] |

### Skoki narciarskie

#### Mężczyźni
| Zawodnik                                            | Konkurencja       | 1. seria             | 1. seria  | 1. seria | 2. seria               | 2. seria  | Suma punktów | Pozycja | Źródło |
| Zawodnik                                            | Konkurencja       | Wynik                | Punkty    | Pozycja  | Wynik                  | Punkty    | Suma punktów | Pozycja | Źródło |
| --------------------------------------------------- | ----------------- | -------------------- | --------- | -------- | ---------------------- | --------- | ------------ | ------- | ------ |
| Steve Collins                                       | Skocznia normalna | 83,5 m               | 102,7 pkt | 10.      | 78 m                   | 88,4 pkt  | 191,1 pkt    | 13.     | [ 43 ] |
| Ron Richards                                        | Skocznia normalna | 78 m                 | 88,4 pkt  | 39.      | 78 m                   | 86,9 pkt  | 175,3 pkt    | 32.     | [ 43 ] |
| Todd Gillman                                        | Skocznia normalna | 75 m                 | 82,6 pkt  | 46.      | 78 m                   | 88,4 pkt  | 171 pkt      | 42.     | [ 43 ] |
| Horst Bulau                                         | Skocznia normalna | 74,5 pkt             | 80,8 pkt  | 49.      | 78 m                   | 86,9 pkt  | 167,7 pkt    | 44.     | [ 43 ] |
| Horst Bulau                                         | Skocznia duża     | 112,5 m              | 109,4 pkt | 7.       | 99,5 m                 | 88,2 pkt  | 197,6 pkt    | 7.      | [ 44 ] |
| Steve Collins                                       | Skocznia duża     | 100 m                | 87,9 pkt  | 38.      | 97 m                   | 81,2 pkt  | 169,1 pkt    | 35.     | [ 44 ] |
| Ron Richards                                        | Skocznia duża     | 93 m                 | 73,6 pkt  | 53.      | 84 m                   | 54,5 pkt  | 128,1 pkt    | 53.     | [ 44 ] |
| Todd Gillman                                        | Skocznia duża     | 96 m                 | 80,8 pkt  | 47.      | 86,5 m                 | 30 pkt*   | 110,8 pkt    | 54.     | [ 44 ] |
| Horst Bulau Steve Collins Todd Gillman Ron Richards | Drużynowo         | 100 m 98 m 89 m 96 m | 249,8 pkt | 10.      | 102 m 95 m 91,5 m 96 m | 247,4 pkt | 497,2 pkt    | 9.      | [ 45 ] |

* upadek